# Булган (Баян-Улгий)
Булган (монг. Булган) — сомон аймака Баян-Улгий, Монголия.
Центр сомона — посёлок Жаргалант — расположен в 280 километрах от города Улгий, и в 2000 километрах от столицы страны Улан-Батора. Расположен вблизи границы с Китаем на реке Булган-Гол.
В сомоне есть школа, больница, торгово-культурные центры.

## География
Сомон окружён горами Монгольского Алтая: Бургэдтэй, Хайрхан, Ёлт, Хужирт. Самая высокая точка — гора Мунххайрхан (4204). По территории сомона протекает более 20 рек, имеются озёра ледникового происхождения. Водятся горные бараны, волки, лисы, снежные барсы, зайцы и другие животные.
Климат резко континентальный. Средняя температура января -24°C, июля +14°C, ежегодная норма осадков составляет 320 мм.
Имеются богатые запасы золота и сырья для строительных материалов.